# 四釜隆秀
四竈 隆秀（しかま たかひで）は、戦国時代から安土桃山時代にかけての武将。大崎氏の家臣。加美郡四竈城主。

## 略歴
四竈氏は陸奥大崎5郡を支配した大名である大崎氏の一族。
隆秀は剛勇にして知力ある武人と伝わり、主君・大崎義隆からも信頼され衰退する大崎氏をよく盛り立てたという。天正16年（1588年）の大崎合戦では義隆の命で中新田城を侵攻してきた伊達政宗軍と抗戦し撃退した。
天正18年（1590年）、大崎氏は豊臣秀吉の小田原征伐に参陣しなかったために滅亡し、天正19年（1591年）に新領主・木村吉清に対して隆秀は他の旧臣らと呼応して大規模な一揆を起こした（葛西大崎一揆）。ところが、鎮圧のために伊達政宗が進軍してくると投降。以後、家臣となり伊達軍の先鋒として一揆の鎮圧を務めた。その後は石川頼重と共に宮崎城攻撃の手引きをした。
石巻大崎氏家臣・隆秀系の四竈氏は他家へ奉公し、現在も山形～宮城に分布する。
四竈氏の居館である四釜城の城址は現在の宮城県加美郡色麻町四釜北谷地に存在する。五畿内七道制でいうと東山道の陸奥となる。